# Анк Марцій
Анк Ма́рцій (лат. Ancus Marcius; 675 до н. е. — 617 до н. е.) — четвертий цар стародавнього Риму (642 — 617 до н. е.). Він був сином Марція (чий батько, якого також звали Марцій, був близьким другом Нуми Помпілія) і Помпілії (дочка Нуми Помпілія). За Тітом Лівієм, після смерті попереднього царя, Тулла Гостілія, римський сенат призначив інтеррекса, який в свою чергу скликав народні збори, на яких обрали новим царем Анка Марція.
Марціі зводили своє походження до Анка Марція — і ще далі, оскільки дідом Анка Марція по материнській лінії був Нума Помпілій, який, видав свою дочку за одного з Марціїв. За відомостями античних авторів, у Марція, крім дочки, яку він видав за Нуму, було чотири сини: Помпон, Пін, Кальп і Мамерк.

## Біографія
Ім'я Анка Марція означає «служитель Марса». Справедливістю своєю і миролюбністю він скидався на Нуму Помпілія. Він був покровителем землеробства, ремесел і торгівлі.
Його внутрішня політика була дуже пов´язана із зовнішньою. При ньому римляни підкорили низку сусідніх латинських міст і переселили їх жителів до Рима; мала місце добровільна імміграція. Спочатку переселенців включали в триби та курії; пізніше доступ туди був закритий.
Коптєв вважає, що зростання римської території і населення до VI ст. до н. е. зажадав реорганізації громадського ладу. Нове населення, яке виросло в Римі після завоювань царя Анка Марція, утворило особливу групу населення — плебс. Плебеї були позбавлені прав на громадську землю (ager publicus), вони не входили в курії і не брали участь, отже, в куріатних коміціях, не вважалися квіритами, їх представників не було в сенаті.
Анк Марцій вважається засновником гавані Остії, розташованої в гирлі Тибру (археологічні розкопки показали, що Остія виникла лише в IV ст. до н. е.) і місцевих солеварень, а також запровадження в Римі соляної монополії. Щоб убезпечити Рим від нападів етрусків, він укріпив фортецю Яникул по ту сторону Тибру,а через Тибр побудував перший дерев'яний міст на Янусовому пагорбі. Він також побудував першу в'язницю Риму, в'язницю Мамертинську. Розширення території в сторону моря і етруського берега Тибру вказує про початок якихось реальних відносин з етрусками.
Енман говорить, що Анком Марцієм були встановлені у Римі правила феціалів про оголошення справедливої війни (bellum iustum, aequum). Особливо турбота феціалів була спрямована на те, щоб вина початку війни лягала на ворогів. Римський народ тому приступав до оголошення війни не інакше, як вживши всі засоби до примирення. Коли чужий народ нападав на римську область і вивозив звідти полонених або майно, феціали спочатку пропонували примирення, вимагаючи повернення викраденого майна (res repetere). У разі ж неможливості доставити майно назад його власникам, вдавалися до останньої примусовою мірою, оголошення війни..
Анк Марцій перебудував і збільшив храм Юпітера, заснований вже Ромулом, щоб відобразити ці територіальні успіхи. У цьому храмі феціали зберігали свої священні приналежності, скіпетр Юпітера і камені (silices), що служили для скріплення союзів. Анк своєю миролюбністю і справедливістю представляв уособлення тих принципів, які лягли в основу діяльності феціалів. Він не ухилявся від воєн, але вирішувалося на оголошення їх не раніше, ніж були прийняті всі заходи до примирення, і тільки з найсправедливіших причин. Характер Анка вважається середнім між Ромулом і Нумою.
Також Сенека пише, що за Анка Марція були введені понтифікальні книги, які писалися жерцями-понтифіками
Згідно з реконструкцією Фасті Триумфаліс, Анк Марцій відзначав принаймні один тріумф: над сабінами та вольсками.
При Анку Марцію в Рим прибув з етруського міста Тарквінія і отримав почесний прийом майбутній цар Рима Тарквіній Пріск. За свій творчий хист він отримав посаду начальника кінноти і брав участь у війні проти сабінів.
На думку деяких істориків, Анк Марцій і Нума Помпілій є однією особою. На це вказує друге ім'я Анка Марція — Нума Марцій. Таке роздвоєння було зроблено для того, щоб підкреслити роль Нуми як мостобудівника (понтифіка).

## Війни
За розповіддю Тита Лівія і Діонісія Галікарнаського, ним були взяті латинські міста Politorium, Tellenae , Ficana і Medullia . Самі міста частково були зруйновані, а жителі переселені в Рим і приєднані до римського населення. Він вів успішну війну проти латинян, і деякі з них були поселені на пагорбі Авентин . Відповідно до Тита Лівія, війна була розпочата латинянами, які думали, що Анк Марцій буде слідувати благочестивому прагненню до миру, як його дід, Нума Помпілій. Але як зазначає Трухіна, Анк Марцій все ж був досить войовничим.
Латиняни перші вторглися на римські землі. Коли римське посольство прагнуло реституції за шкоду, латиняни надали їм зневажливу відповідь. Анк відповідно оголосив війну Латиняни. Цей акт примітний тому, що, як зазначає Тит Лівій, війну вперше оголосили за обрядами феціалів.
Анк Марцій виступив з Риму і взяв штурмом латинське місто Politorium, яке розташоване недалеко від міста Ланувій. Його жителі були видалені, щоб оселитися на пагорбі Авентин в Римі як нові громадяни. Коли інші латиняни згодом зайняли порожнє місто Politorium, Анк Марцій взяв місто знову і зруйнував його. Латинські села Tellenae і Ficana також були розгромлені і знесені.
Війна тоді зосередилась на латинському місті Medullia. У місті був сильний гарнізон, який був добре укріплений. Кілька боїв мали місце за межами міста і римляни, зрештою, перемогли. Анк повернувся в Рим з великою здобиччю. Більше латинян були доставлені в Рим як громадяни і поселені біля підніжжя Авентина поблизу пагорба Палатин та храму Мурсії.
Володіння Риму розширилися до самого гирла Тибру. Потім Анк Марцій рушив назустріч вольськам, які кількома загонами йшли на Рим. Він розбив їх і з сильним військом обложив їх столицю — Велітру. Вольски змушені були укласти з Римом наступальний і оборонний союз. Анком Марцієм були захоплені етруські міста Вейї і Фідени.

## Характеристика правління
Тит Лівій пише, що Анк царював двадцять чотири роки; мистецтвом і славою в справах війни і миру він дорівнював будь-якому з попередніх царів.